# Gillian Bradshaw
Pour les articles homonymes, voir Bradshaw.
Œuvres principales
- Série La Légende arthurienne
- L'Aigle et le Dragon

Gillian Marucha Bradshaw, née le 14 mai 1956 à Falls Church en Virginie, est une romancière américaine vivant en Grande-Bretagne. Ses domaines de prédilection sont la science-fiction, les romans historiques et la littérature d'enfance et de jeunesse, qu'elle écrit toujours sur un fond de vérité, historique ou scientifique.

## Œuvres

### SérieLa Légende arthurienne
1. Faucon de mai, Nestiveqnen, 2004 ((en) Hawk of May, 1980), roman historique
2. Trône de l'été, Nestiveqnen, 2006 ((en) Kingdom of Summer, 1981), roman historique avec éléments de science-fiction
3. (en) In Winter's Shadow, 1982, roman historique avec éléments de science-fiction

### Romans indépendants
- Le Phare d'Alexandrie, Albin Michel, 1988 ((en) The Beacon at Alexandria, 1986), roman historique
- (en) The Bearkeeper's Daughter, 1987, roman historique
- Pourpre impériale, Albin Michel, 1992 ((en) The Colour of Power, 1988), roman historiqueParu aux États-Unis sous le titre Imperial Purple
- (en) Horses of Heaven, 1990, roman historique avec éléments de science-fiction
- (en) The Dragon and the Thief, 1991, roman historique pour enfants avec éléments de science-fiction
- (en) The Land of Gold, 1992, roman historique pour enfants avec éléments de science-fiction
- (en) Beyond the North Wind, 1993, roman historique pour enfants avec éléments de science-fiction
- L'Aigle et le Dragon, Actes Sud, 2006 ((en) Island of Ghosts, 1998), roman historique, trad. Iaroslav Lebedynsky
- (en) The Wrong Reflection, 2000, science fiction
- (en) The Sand-Reckoner, 2000, roman historique
- (en) Dangerous Notes, 2001, science fiction
- (en) The Wolf Hunt, 2001, roman historique avec éléments de science-fiction
- (en) Cleopatra's Heir, 2002, roman historique
- (en) Render Unto Caesar, 2003, roman historique
- (en) The Somers Treatment, 2003, roman contemporain
- (en) The Malice of the Anicii, 2003, nouvelles historiques
- (en) The Alchemy of Fire, 2004, roman historique
- (en) The Elixir of Youth, 2006, roman contemporain
- (en) Bloodwood, 2007, roman contemporain
- (en) Dark North, 2007, roman historique

### Recueil de nouvelles
- (en) The Justice of Isis, 2002, nouvelles historiques